# メッカ包囲戦 (683年)
683年9月から11月にかけて起こったメッカ包囲戦（メッカほういせん）は、イスラーム世界の第二次内乱における初期の戦いの一つである。
イスラームの聖地であるメッカ（マッカ）は、ウマイヤ家出身のカリフのムアーウィヤ1世が死去したのち、世襲によってカリフ位を継承したヤズィード1世の最も有力な対抗者の一人となったアブドゥッラー・ブン・アッ＝ズバイルの本拠地であった。メッカに近いもう一つのイスラームの聖地であるマディーナがイブン・アッ＝ズバイルと同様に反乱を起こしたことを受け、ヤズィード1世はヒジャーズ（アラビア半島西部）における反乱を鎮圧するために軍隊を派遣した。ウマイヤ朝の軍隊はマディーナの住民を破って都市の占領に成功し、その後メッカに向かった。しかしメッカはウマイヤ朝軍による包囲に対して持ちこたえ、その間にカアバが火災の被害にあって焼失した。
メッカに対する包囲はヤズィード1世の突然の死の知らせが届いたことで終わりを告げた。ウマイヤ朝軍を率いていたフサイン・ブン・ヌマイルはイブン・アッ＝ズバイルに対して自分とともにシリアへ帰還してカリフの地位の承認を受けるように説得したが、この説得は失敗に終わり、イブン・ヌマイルは自身の軍隊とともにシリアへ引き返した。程なくしてイブン・アッ＝ズバイルはイスラーム世界のほとんどの地域からカリフとして認められ、その後も一貫してメッカに留まり続けた。ウマイヤ朝が再び軍隊を送り込んでメッカを包囲し、都市を占領して内乱を終結させたのは692年のことであった。

## 背景
ウマイヤ朝の創設者であるムアーウィヤ1世（在位：661年 - 680年）が680年に死去したのちにイスラーム世界は混乱に陥った。ムアーウィヤ1世は息子のヤズィード1世（在位：680年 - 683年）を後継者に指名したものの、この指名は、特に継承に関するウマイヤ家の主張に異議を唱えた古いマディーナの支配層からほぼ例外なく拒否された。ヤズィード1世の継承を認めない人々の間における最も有力なカリフの候補者は、アリー家のフサイン・ブン・アリー（イスラームの預言者ムハンマドの孫）とアブドゥッラー・ブン・アッ＝ズバイル（初代の正統カリフであるアブー・バクルの孫でムハンマドの三番目の妻であるアーイシャの甥）の二人であった。
ヤズィード1世による承認の強要を避けるために、両者はマディーナからメッカへ逃れた。フサインはウマイヤ朝に対する反乱を起こすために、自分と同様にウマイヤ朝にとって主要な敵であり対抗者であるイブン・アッ＝ズバイルの下を去って支持者が待つイラクのクーファへ向かった。しかし、フサインの一行は妨害を受け、680年10月のカルバラーの戦いでフサインは殺害された。一方、イブン・アッ＝ズバイルはヤズィード1世の存命中、一貫してメッカの聖域からヤズィード1世の支配を非難し続けたが、カリフの地位を公然と主張することはせず、代わりに自分を「聖域の亡命者」と呼び、ウマイヤ家だけではなく、すべてのクライシュ族の中から部族会議（シューラー）による伝統的な方法でカリフを選出するべきだと主張していた。
当初、ヤズィード1世とウマイヤ朝のマディーナの総督は、イブン・アッ＝ズバイルと同様に不満を抱いていたアンサールの一族も含めてイブン・アッ＝ズバイルとの交渉を試みた。しかし、マディーナの支配層の人々は、ムアーウィヤ1世が行った都市周辺での大規模な農地政策によって自分たちの立場が脅かされていると感じており、さらには自堕落な生活をしているという評判があったヤズィード1世はカリフの地位にふさわしくないと考えたために、ヤズィード1世への忠誠を公に拒否した。そして、およそ1,000人のウマイヤ家の一門（将来カリフとなるマルワーン・ブン・アル＝ハカムとその息子たちを含む）をマディーナから追放した。
この状況を受け、ヤズィード1世はヒジャーズを制圧するためにムスリム・ブン・ウクバを指揮官とする軍隊を派遣した。12,000人のシリア人からなるイブン・ウクバの軍隊は683年8月26日に起こったハッラの戦いでマディーナの住民の抵抗を打ち破った。しかし、戦いの後にマディーナにおいて略奪が発生し、イスラーム教徒による伝承の中で不信心な行為として非難されることになった。東洋学者のユリウス・ヴェルハウゼンは、イブン・ウクバはマディーナでの略奪行為のために「異教徒の化身」であると伝承で記憶されたが、初期の史料ではイブン・ウクバは敬虔な人物であり、カリフによって与えられた任務を引き受けることに消極的であったと説明している。

## メッカの包囲
マディーナの支配を回復したのち、イブン・ウクバはメッカに向けて出発したものの、途中で病に罹ってムシャッラルで死去した。これを受けて指揮権がイブン・ウクバの副官のフサイン・ブン・ヌマイルに引き継がれた。ペルシアの歴史家のアル＝タバリーによれば、イブン・ヌマイルへの指揮権の移行はイブン・ウクバの意思に大きく反していたものの、ヤズィード1世の意向に従ったとされている 。
多くのマディーナの住民がメッカへ逃れたが、この中にはハッラの戦いにおけるクライシュ族の指揮官でムフタール・アッ＝サカフィーとともにのちのメッカの防衛戦で主導的な役割を果たしたアブドゥッラー・ブン・ムティーも含まれていた。イブン・アッ＝ズバイルの下には、指導者であるナジュダ・ブン・アーミルの下で、ヤマーマ（アラビア半島中部）からハワーリジュ派の部隊も加わっていた。イブン・ヌマイルの軍隊は9月にメッカの前に到着した。最初の戦闘でイブン・アッ＝ズバイルは勝利を収めたものの、ウマイヤ朝の軍隊は踏み留まって9月24日に都市を包囲下に置き、カタパルトを用いて石による砲撃を加えた。
イブン・アッ＝ズバイルはマスジド・ハラームの敷地内に作戦拠点を設置した。そして10月31日の日曜日に保護のためにマットレスで覆われた木造の構造物に囲まれていたカアバが火災によって焼失し、聖なる黒石がばらばらに破裂した。のちの多くの史料ではこの過失の原因を包囲側に帰しており、歴史家のジェラルド・R・ホーティングによれば、その結果「この包囲と砲撃はウマイヤ朝が犯した悪行の一覧の中でも突出して目立つようになった」が、より信頼性の高い記録では、イブン・アッ＝ズバイルの支持者の一人が持っていた松明の火が建造物に向かって風であおられたために引火したとしている。
メッカの包囲は11月11日のヤズィード1世の死の知らせが包囲側に届いた11月26日まで64日間にわたって続いた。この知らせを受けてイブン・ヌマイルはイブン・アッ＝ズバイルとの交渉に入った。ダマスクスのウマイヤ朝の宮廷は即座にヤズィード1世の病弱な幼い息子であるムアーウィヤ2世をカリフとして宣言したものの、ウマイヤ朝の権威は各地でほとんど失墜してしまったも同然となり、ウマイヤ朝の本拠地であるシリアにおいてでさえも不安定であることが明らかとなった。このため、イブン・ヌマイルはイブン・アッ＝ズバイルをカリフとして認めようとしたが、イブン・アッ＝ズバイルが恩赦を与え、ともにシリアへ向かうことを条件とした。しかし、イブン・アッ＝ズバイルはシリアの支配層の影響下に置かれることを嫌ったために最後の要求を拒否した。結局、説得に失敗したイブン・ヌマイルは自身の軍隊とともにシリアへ引き返していった。

## 包囲戦後の経過
ウマイヤ朝の軍隊が撤退したことで、メッカは異論の余地なくイブン・アッ＝ズバイルの支配下に入った。そしてウマイヤ朝の権威の失墜によって、イブン・アッ＝ズバイルは程なくしてシリア北部を含むイスラーム世界のほとんどの地域から正統なカリフとして認められた。しかしながら、イブン・アッ＝ズバイルの権威はほとんど名目的なものにとどまった。ウマイヤ朝は新しくカリフとなったマルワーン・ブン・アル＝ハカム（マルワーン1世）による統率の下で、マルジュ・ラーヒトの戦いにおいて勝利を収めてシリアでの地歩を固め、さらにはエジプトの支配を取り戻すことに成功した。しかし、イラクの支配を回復する試みは、686年8月にモースル近郊で起こったハーズィルの戦いでアリー家支持派のムフタール・アッ＝サカフィーが派遣した軍隊の前に敗れたことで頓挫した。685年4月に死去した父親のマルワーン1世の跡を継いでウマイヤ朝のカリフとなったアブドゥルマリクは、しばらくのあいだ自分の地位を固めることに専念していた。その一方で、アブドゥッラー・ブン・アッ＝ズバイルの弟のムスアブ・ブン・アッ＝ズバイルが、マザールとハルーラーの戦いでムフタールを破って687年にイラク全土を支配下に収めた。691年にアブドゥルマリクは困難を伴いながらもズファル・ブン・アル＝ハーリス・アル＝キラービーが率いるカイス族をウマイヤ朝へ帰順させることに成功し、その後イラクへ進出した。ムスアブは691年10月に起こったマスキンの戦いでウマイヤ朝軍に敗れて殺害され、ウマイヤ朝がイスラーム国家の東部全域の支配を回復した。そして692年3月から10月にかけて続いたメッカでの二度目の包囲戦の末にイブン・アッ＝ズバイルが戦死し、内乱は終結した。

## カアバの再建

イブン・アッ＝ズバイルはカアバの再建時にハティームをカアバの一部に組み込んだ。

ウマイヤ朝の軍隊が去ったあと、イブン・アッ＝ズバイルはカアバの再建を開始したが、アブドゥッラー・ブン・アッバースに率いられたほとんどの住民が神の報復を恐れて街を離れた。住民はイブン・アッ＝ズバイルが自ら古い建物の残骸を撤去し始めたときにようやく街に戻ってイブン・アッ＝ズバイルを助ける勇気を持った。イブン・アッ＝ズバイルは再建時に当初の設計を変更し、ムハンマド自身が意図していたものの、改宗したばかりのメッカの住民を遠ざけてしまうことを恐れたために、ムハンマドの生前には実行されなかったと伝えられている設計を取り入れた。新しいカアバは完全な石造り（古いカアバは木と石の層が交互に積み重なっていた）となり、東に入口、西に出口となる二つの扉が設けられた。さらに、イブン・アッ＝ズバイルは半円形のハティームの壁を完全に建物の一部として組み込んだ。黒石の三つの破片が銀製の枠の中に固定され、イブン・アッ＝ズバイルによって新しいカアバの中に据えられた。しかしながら、ウマイヤ朝が692年にメッカを再征服したあと、ハティームは再びカアバ本体から分離され、西側の扉は壁で閉じられた。この再度の変更によってカアバはイスラーム以前の設計の標準的な外形に戻った。これが今日まで残っているカアバの構造である。